# Damernas hopp i freestyle vid olympiska vinterspelen 2014
Damernas hopp i freestyle vid olympiska vinterspelen 2014 hölls i Roza Chutor extrempark den 14 februari 2014. Tävlingen avgjordes i två kval och tre finaler under samma dag, varav topp-3 i den sista finalen fick medaljer.

## Medaljörer
| Spel | Guld              | Silver           | Brons               |
| Hopp | Alla Tsuper (BLR) | Xu Mengtao (CHN) | Lydia Lassila (AUS) |

## Resultat

### Kval 1
21 tävlande startade i det första kvalet varav de sex främsta i mål gick vidare till final .
| Placering | Start- nummer | Namn                   | Land       | Poäng | Noteringar |
| --------- | ------------- | ---------------------- | ---------- | ----- | ---------- |
| 1         | 8             | Ashley Caldwell        | USA        | 101,5 | Q          |
| 2         | 1             | Li Nina                | Kina       | 86,71 | Q          |
| 3         | 6             | Danielle Scott         | Australien | 85,36 | Q          |
| 4         | 5             | Cheng Shuang           | Kina       | 83,19 | Q          |
| 5         | 7             | Emily Cook             | USA        | 80,01 | Q          |
| 6         | 17            | Assoli Slivets         | Ryssland   | 78,40 | Q          |
| 7         | 12            | Samantha Wells         | Australien | 78,12 |            |
| 8         | 20            | Aleksandra Orlova      | Ryssland   | 76,27 |            |
| 9         | 19            | Zjanbota Aldabergenova | Kazakstan  | 74,82 |            |
| 10        | 16            | Veronika Korsunova     | Ryssland   | 72,50 |            |
| 11        | 3             | Xu Mengtao             | Kina       | 71,44 |            |
| 12        | 24            | Olga Polyuk            | Ukraina    | 70,76 |            |
| 13        | 9             | Laura Peel             | Australien | 67,68 |            |
| 14        | 13            | Alla Tsuper            | Belarus    | 66,15 |            |
| 15        | 4             | Lydia Lassila          | Australien | 66,12 |            |
| 16        | 28            | Zhibek Arapbayeva      | Kazakstan  | 63,44 |            |
| 17        | 2             | Zhang Xin              | Kina       | 60,98 |            |
| 18        | 21            | Anastasija Novosad     | Ukraina    | 56,84 |            |
| 19        | 26            | Nadija Mochnatska      | Ukraina    | 52,44 |            |
| 20        | 30            | Joselane Santos        | Brasilien  | 49,60 |            |
| 21        | 18            | Tanja Schaerer         | Schweiz    | 48,72 |            |
| 22        | 27            | Hanna Huskova          | Belarus    | 44,08 |            |
|           | 29            | Nadija Didenko         | Ukraina    | DNS   |            |

### Kval 2
16 tävlande startade i det andra kvalet. De sex första gick vidare till final 
| Placering | Start- nummer | Namn                   | Land       | Poäng | Noteringar |
| --------- | ------------- | ---------------------- | ---------- | ----- | ---------- |
| 1         | 4             | Lydia Lassila          | Australien | 90,65 | Q          |
| 2         | 3             | Xu Mengtao             | Kina       | 87,15 | Q          |
| 3         | 9             | Laura Peel             | Australien | 85,99 | Q          |
| 4         | 16            | Veronika Korsunova     | Ryssland   | 81,58 | Q          |
| 5         | 19            | Zjanbota Aldabergenova | Kazakstan  | 78,12 | Q          |
| 6         | 13            | Alla Tsuper            | Belarus    | 77,52 | Q          |
| 7         | 2             | Zhang Xin              | Kina       | 77,49 |            |
| 8         | 18            | Tanja Schaerer         | Schweiz    | 77,17 |            |
| 9         | 24            | Olga Polyuk            | Ukraina    | 74,97 |            |
| 10        | 21            | Anastasija Novosad     | Ukraina    | 74,34 |            |
| 12        | 12            | Samantha Wells         | Australien | 67,13 |            |
| 11        | 26            | Nadija Mochnatska      | Ukraina    | 69,31 |            |
| 13        | 28            | Zhibek Arapbayeva      | Kazakstan  | 58,87 |            |
| 14        | 20            | Aleksandra Orlova      | Ryssland   | 55,75 |            |
| 15        | 27            | Hanna Huskova          | Belarus    | 52,60 |            |
| 16        | 30            | Joselane Santos        | Brasilien  | 48,17 |            |
|           | 29            | Nadija Didenko         | Ukraina    | DNS   |            |

### Final
| Pl. | Start- nummer | Namn                   | Land       | Åk 1  | Pl. | Åk 2   | Pl. | Åk 3  |
| --- | ------------- | ---------------------- | ---------- | ----- | --- | ------ | --- | ----- |
| 1   | 13            | Alla Tsuper            | Belarus    | 99,18 | 1   | 88,50  | 4   | 98,01 |
| 2   | 3             | Xu Mengtao             | Kina       | 90,65 | 3   | 101,08 | 1   | 83,50 |
| 3   | 4             | Lydia Lassila          | Australien | 95,76 | 2   | 99,22  | 2   | 72,12 |
| 4   | 1             | Li Nina                | Kina       | 90,24 | 4   | 89,53  | 3   | 46,02 |
| 5   | 5             | Cheng Shuang           | Kina       | 80,01 | 7   | 87,42  | 5   |       |
| 6   | 19            | Zjanbota Aldabergenova | Kazakstan  | 76,23 | 8   | 68,44  | 6   |       |
| 7   | 9             | Laura Peel             | Australien | 83,79 | 5   | 64,50  | 7   |       |
| 8   | 7             | Emily Cook             | USA        | 82,21 | 6   | 64,50  | 8   |       |
| 9   | 6             | Danielle Scott         | Australien | 76,23 | 9   |        |     |       |
| 10  | 8             | Ashley Caldwell        | USA        | 72,80 | 10  |        |     |       |
| 11  | 16            | Veronika Korsunova     | Ryssland   | 68,35 | 11  |        |     |       |
| 12  | 17            | Assoli Slivets         | Ryssland   | 62,30 | 12  |        |     |       |